# Giovanni XIV di Costantinopoli
Giovanni XIV di Costantinopoli (soprannominato Kalekas (in greco Ίωάννης ΙΔ' Καλέκας?); Apro, 1282 circa – Costantinopoli, 1347) è stato un politico e patriarca bizantino, patriarca ecumenico di Costantinopoli dal 1334 al 1347.
Fu anti-esicaisti e oppositore di Gregorio Palamas. Partecipò attivamente alla guerra civile bizantina del 1341-1347 quale membro della reggenza a favore di Giovanni V Paleologo, contro Giovanni VI Cantacuzeno.

## Biografia
Nacque intorno al 1282 in Tracia. Dopo essere cresciuto in modeste condizioni, si sposò ed ebbe un figlio e una figlia.
Venne ordinato sacerdote e passò sotto il patrocinio di Giovanni VI Cantacuzeno, il primo ministro dell'imperatore Andronico III Paleologo e più tardi Megas domestikos, che lo introdusse alla corte imperiale. Nel 1334, contro la resistenza del sinodo patriarcale, Giovanni Cantacuzeno lo fece eleggere, in primo luogo, come metropolita di Tessalonica e, quindi, come patriarca di Costantinopoli succedendo a Isaia. 
Intorno all'anno 1337, durante il patriarcato di Giovanni Kalecas, un monaco calabrese,  Barlaam, che era stato abate del  Monastero del Santissimo Salvatore in Chora, apprese della pratica dell'esicasmo durante una visita a Monte Athos. Barlaam studiò la teologia occidentale  scolastica, si scandalizzò e cominciò una campagna contro la pratica e il suo teorico Gregorio Palamas. La disputa crebbe fino al 1341, quando l'imperatore Andronico III, un sostenitore di Gregorio Palamas, convocò l'V concilio di Costantinopoli. Anche se appoggiava Barlaam, Giovanni non si oppose alla sua condanna; dopo la condanna Barlaam lasciò definitivamente Costantinopoli. Da allora in poi, la causa di Barlaam venne ripresa da Gregorio Acindino. Nel 1344, in un sinodo convocato dal Giovanni Cantacuzeno, durante il quale non fu presente il patriarca Giovanni, anche Gregorio Acindino venne condannato.
Nel 1345, dopo aver finalmente abbracciato l'idea di Barlaam, il patriarca Giovanni convocò un sinodo che  scomunicò Gregorio Palamas e lo imprigionò per tre anni, fino a dopo la morte di Giovanni nel 1347. Durante lo stesso Sinodo, Giovanni scomunicò il vescovo Isidoro di Monembasia, un discepolo di Gregorio.
Dopo la morte dell'imperatore Andronico III, nel giugno 1341, emersero due fazioni alla corte imperiale per la reggenza del bambino co-imperatore Giovanni V Paleologo. A seguito degli intrighi di Alessio Apocauco, le due parti si impegnarono in una guerra civile che durò fino al 1347. Dopo qualche manovra, si costituì la fazione formata attorno a Giovanni Cantacuzeno, che era un sostenitore di Gregorio Palamas, e comprendeva i magnati provinciali provenienti da Macedonia e Tracia. L'altra fazione, che prese il potere imperiale, era guidata dal patriarca Giovanni e da Alessio Apocauco e sosteneva la vedova di Andronico, Anna di Savoia, nei suoi sforzi voltìi ad assumere la reggenza del suo giovane figlio, Giovanni V Paleologo. Nel costituire la fazione, Anna nominò reggente il patriarca Giovanni e Alessio Apocauco eparchos (prefetto urbano).
Inizialmente, la reggenza ebbe il sopravvento, ma dal 1345 Giovanni Cantacuzeno, aiutato da Orhan I dell'emirato ottomano e dall'omicidio di Alessio Apocauco, inflisse un duro colpo alla reggenza. Nel 1346, Giovanni VI Cantacuzeno fu incoronato co-imperatore ad  Adrianopoli ed entrò a Costantinopoli nel febbraio 1347. Poi, la guerra per le reggenza, si concluse con l'accordo che Giovanni Cantacuzeno sarebbe diventato l'imperatore senior e reggente di Giovanni V Paleologo fino a quando fosse stato abbastanza mature per governare da solo
Nel febbraio 1347 venne convocato un sinodo che depose Giovanni, esiliandolo a Didymoteicho, e scomunicò Gregorio Acindino. La stessa assemblea rielesse Isidoro I di Costantinopoli, che era stato scomunicato dal sinodo del 1344.
Pochi giorni dopo la fine del concilabulum, Giovanni VI Cantacuzeno, entrò vittoriosamente a Costantinopoli e costrinse i suoi avversari a incoronarlo co-imperatore. Uno dei suoi primi atti fu quello di confermare la deposizione di Giovanni XIV e di approvare il tomo sinodale che era appena stato emesso contro di lui.
La disputa sull'esicasmo continuò attraverso un sinodo convocato dai sostenitori di Barlaam che rifiutarono di accettare il patriarca Isidoro prima della soluzione definitiva della controversia, giunta nel sesto sinodo, nel 1351, durante il patriarcato di Callisto I.
Alla fine del 1347, il deposto patriarca Giovanni tornò dall'esilio e morì a Costantinopoli.